# Significant
El significant és la part del signe lingüístic localitzable mitjançant un conjunt de sons (forma fònica) o grafies (forma gràfica). Concretament, és el component físic dels mots, el qual vehicula el significat, les representacions mentals de la realitat d'una manera determinada en funció de cada llengua. Així, per a un mateix significat (planta superior amb tronc i capçada), el català té un significant (arbre), el castellà un altre (árbol), etc. La distinció significant-significat es va popularitzar amb Ferdinand de Saussure. La relació entre significant i significat és immotivada o arbitrària (excepte en casos especials com el de l'onomatopeia). El relativisme lingüístic, però, afirma que el significat mai no és igual si varia el significant, perquè cada cultura té associades una sèrie de connotacions a cada paraula.